# Grupp 54
Grupp 54 är en konstnärsförening i Göteborg som grundades 1 maj 1954 av Valandselever knutna till läraren Endre Nemes. Många av Nemes elever vägrades bli medlemmar i Göteborgs konstnärsklubb som dominerades av Göteborgskolorister vilka motsatte sig den nya abstrakta och surrealistiska konsten och Grupp 54 grundades i opposition mot konstnärsklubben. Vem eller vilka som först tog initiativet till den nya grupperingen är oklart men den formades runt Endre Nemes, Knut Irwe, Jöran Salmson, Bertil Norell, Bengt Olson, Nils Wedel, Börge Hovedskou med flera och den ursprungliga gruppen bestod av cirka 25 konstnärer. Som ordförande valdes Knut Irwe. Initialt var gruppens mål att samla konstnärer som arbetade i abstrakta och surrealistiska riktningar. Det fanns också ett stort intresse av att nå ut med konsten i samhället genom offentlig utsmyckning och på så sätt vara med och förändra Sverige. 1959 startade gruppen galleriverksamhet, Galleri 54 i gamla högskolans hus på tomten Södra Vägen/Parkgatan/Allén. Galleriets första intendent var Lennart Landqvist. Tanken med Galleri 54 var att utgöra ett alternativ till de etablerade gallerierna i Göteborg och erbjuda yngre konstnärer möjligheten att ställa ut. 1969 flyttade galleriet till hörnet Parkgatan/Södra Vägen. Senare flyttade galleriet till Erik Dahlbergsgatan och från och med 2005 ligger det på Kastellgatan. 2019 ingick ca 300 konstnärer i föreningen.